# Cigarrophasma
Cigarrophasma is een geslacht van Phasmatodea uit de familie Phasmatidae. De wetenschappelijke naam van dit geslacht is voor het eerst geldig gepubliceerd in 2001 door Brock & Hasenpusch.

## Soorten
Het geslacht Cigarrophasma is monotypisch en omvat slechts de volgende soort:
- Cigarrophasma tessellatum Brock & Hasenpusch, 2001